# Джон, Эйвери
Эйвери Джон (англ. Avery John; род. 19 июня 1975, Пойнт-Фортин, Тринидад и Тобаго) — тринидадский футболист, защитник. Участник чемпионата мира по футболу 2006.

## Карьера

### Клубная
Свою футбольную карьеру Эйвери Джон начал в университетских командах Аризоны в США. Пытался трудоустроиться во Франции, где тринидадец в разное время находился на просмотре «ПСЖ», «Бастии» и «Труа», но добиться подписания с ними контракта не сумел.
Потом он играл в различных американских лигах. Некоторое время Джон выступал за ирландские «Богемианс», «Шелбурн» и «Лонгфорд Таун». Завершал свою карьеру футболист в MLS.

### Сборная
За сборную Тринидада и Тобаго Эйвери Джон дебютировал в 1996 году. За свою сборную страны защитник выступал на Чемпионате мира 2006 года в Германии. В дебютном матче на турнире против сборной Швеции Джон заработал удаление. Тем самым, он стал первым игроком, заработавшим красную карточку на немецком мундиале.

## Достижения
- Финалист Кубка MLS (3): 2005, 2006, 2007
- Победитель Открытого кубка США (1): 2007
- Обладатель Атлантического кубка по футболу (1): 2009
- Обладатель Кубка Ирландии по футболу (1): 2003
- Финалист Кубка ирландской лиги по футболу (1): 2003